# دی‌فنیل دی‌سلنید
دی‌فنیل دی‌سلنید (به انگلیسی: Diphenyl diselenide) یک ترکیب شیمیایی با شناسه پاب‌کم ۱۵۴۶۰ است. شکل ظاهری این ترکیب، پودر نارنجی است.